# サウジアラビアの都市の一覧

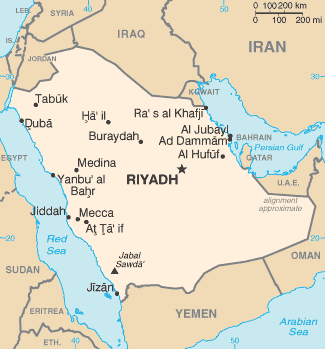
サウジアラビアの地図

本項はサウジアラビアの都市の一覧である。
同国における首都・最大都市はリヤドである。

## 人口上位10都市(2015年)
| 順位 | 都市                 | アラビア語      | 人口      | 所属         |
| ---- | -------------------- | --------------- | --------- | ------------ |
| 1.   | リヤド               | الرياض          | 7,125,180 | リヤード州   |
| 2.   | ジッダ               | جدة             | 3,976,000 | マッカ州     |
| 3.   | メッカ               | مكة             | 1,675,368 | マッカ州     |
| 4.   | フフーフ             | الهفوف          | 1,500,000 | 東部州       |
| 5.   | ターイフ             | الطائف          | 1,281,613 | マッカ州     |
| 6.   | マディーナ           | المدينة المنورة | 1,180,770 | マディーナ州 |
| 7.   | ダンマーム           | الدمام          | 1,033,597 | 東部州       |
| 8.   | アル・コバール       | الخبر           | 941,358   | 東部州       |
| 9.   | ハミース・ムシャイト | خـميــس مشيـــط | 713,000   | アスィール州 |
| 10.  | ブライダ             | بريدة           | 614,093   | カスィーム州 |

## その他の都市
- アブハー
- カティーフ
- カフジ
- サカーカ
- ジーザーン
- ジュバイル
- ダーラン
- タブーク
- ディルイーヤ
- ドゥバー
- ナジュラーン
- ハーイル
- ヤンブー
- ハミース・ムシャイト
- バーハ